# 井出洋介名人の実戦麻雀II
『井出洋介名人の実戦麻雀II』は1991年にカプコンから発売されたファミリーコンピュータ用麻雀ゲーム。
1987年に発売された『井出洋介名人の実戦麻雀』(以下、前作)同様、麻雀競技団体の1つ最高位戦Aリーグに所属していた井出洋介プロ（以下、井出）が本作の監修を務めた。

## 概要
前作同様の2人打ち麻雀で、擬似的に4人打ちの得点計算がなされる仕様。ゲームモードはリーグ戦・実戦問題に加え、RPGモードの「八百屋の雀士」が追加され、前作でのフリー対局に当たる実戦麻雀モードは無くなった。
本作でも専用コントローラーが同梱されているが、前作のコントローラーと互換性があり、どちらのコントローラーでも両作のプレイが可能。また、一部の操作がファミコン本体のコントローラーにも対応し、プレイヤーの名前入力やRPGモードのキャラ移動、カーソルセレクトなどはどちらのコントローラーでも操作できる。
この他麻雀牌のグラフィックも全て一新され、ルール設定等のオプション機能・BGMセレクトも無くなった(BGMはメドレー演奏となる)。

## ゲーム内容

### 戦え!リーグ戦
勝ち抜きのリーグ戦モード。地方選抜戦・ABCリーグ・名人戦・最強位戦・井出名人戦と7つのステージを勝ち進む。パスワードでゲームの中断が可能。各ステージにいる対戦相手との総当り戦で勝ち越せば次のステージに進む。一発・裏ドラの無い競技麻雀ルールを採用。また前作には無かったチョンボのルールがあり（チョンボはノーテンチョンボのみ）、満貫払いの罰符となる。

### 麻雀を学ぼう!
井出本人の実戦での牌譜を元にした「何を切る？」形式の問題。AからEまでの5段階の難易度に分かれ（Eが最高難度）、任意のレベルに挑戦可能。打牌選択後に井出による簡単な解説文が表示される。

### 八百屋の雀士
行方不明になった父を探し出し、謎の麻雀組織「龍の一族」の謎を解き明かすRPGモード。タイトルにある八百屋はプレイヤーの実家が八百屋であるため。ゲームデータの保存はパスワードを用いて行う。
経験値の概念は無く、プレイヤーのレベルは各地にいるボス敵を倒すことで1段階ずつ上がり、HP・MPの他、対局時の持ち点上限が上昇する。
ボス敵との戦闘は麻雀対局で行われ、レベルアップで覚えた積み込みなどのイカサマ技を使うこともできる。一方雑魚敵との戦闘は金銭を得るためだけに行われ、何を切る？（最善の捨て牌を選ぶ）・ラストチャンス（聴牌形が表示され、伏せられた牌から当たり牌を引く）の他、麻雀牌を使った神経衰弱・ババ抜きなどで対戦する。

## 評価
ゲーム誌『ファミコン通信』の「クロスレビュー」では合計24点（満40点）、『ファミリーコンピュータMagazine』の読者投票による「ゲーム通信簿」での評価は以下の通りとなっており、17.91点（満30点）となっている。同誌1991年5月10日号特別付録の「ファミコンロムカセット オールカタログ」では、「おまけモードは、RPGになっていて、八百屋の息子が麻雀を極めるために旅に出るというモノ。こういった遊びの部分もあるけど、リーグ戦モードなどでは、かなり相手が難しく、勝ち続けるのは至難の業」と紹介されている。
| 項目 | キャラクタ | 音楽 | 操作性 | 熱中度 | お買得度 | オリジナリティ | 総合  |
| 得点 | 2.91       | 2.97 | 3.00   | 3.03   | 2.98     | 3.02           | 17.91 |